# Schlacht bei Allenstein (1807)
Schleiz – Saalfeld – Jena und Auerstedt – Lübeck – Großpolen – Czarnowo – Golymin – Pułtusk – Dirschau –  Allenstein – Preußisch Eylau – Ostrolenka – Stolp – Danzig – Kolberg – Guttstadt –Heilsberg – Friedland
Die Schlacht bei Allenstein (oder Olsztyn), auch bekannt als die Schlacht bei Jonkendorf (oder Jankowo, Inkowo) oder die Schlacht von Bergfriede, war ein militärisches Gefecht am 3. Februar 1807, in der Anfangsphase des napoleonischen Feldzugs gegen die Vierte Koalition. Während die Schlacht zu einem französischen Feldsieg führte und eine erfolgreiche Verfolgung der russischen Armee erlaubte, gelang es nicht, das entscheidende Gefecht herbeizuführen, das Napoleon angestrebt hatte.

## Zusammenhang
Nach der Niederschlagung der preußischen Streitkräfte im Jahr 1806 rückte Napoleon mit seiner Grande Armée nach Osten in die östlichen Provinzen Preußens vor, mit dem Ziel, die dortige russische Armee in eine entscheidende Schlacht zu ziehen. Der Einbruch des Winters veranlasste den Kaiser jedoch, seine Armee in Winterquartiere zu schicken, in der Annahme, dass die Russen dasselbe tun würden. Um dieses Missverständnis auszunutzen, beschloss der russische Befehlshaber Levin August von Bennigsen, die Initiative zu ergreifen und gegen Ende Januar seine Truppen in Bewegung zu setzen, um die schwache französische Linke anzugreifen, sie zu zerschlagen und hinter die französische Armee zu fallen.
Zufälligerweise trafen die Franzosen des Korps von Michel Ney, die den Befehlen missachtet und ihr Nahrungsaufgebot überzogen hatten, auf die russische Vorhut. So war Napoleon in der Lage, Bennigsens Absichten zu verstehen und das entscheidende Manöver des Feldzugs vorzubereiten. Der Kaiser befahl seinem linken Flügel, sich zurückzuziehen, um die russische Armee nach Westen zurückzuziehen, und richtete den Großteil seiner Streitkräfte nach Norden, in Richtung Allenstein, um den ahnungslosen Feind zu umgehen und mit überlegenen Kräften hinter ihn zu fallen.
Zufällig fingen die Russen eine entscheidende Depesche ab, in der der Stabschef Louis-Alexandre Berthier dem Kommandeur des linken Korps, Jean-Baptiste Bernadotte, den gesamten Plan erläuterte. Dies ermöglichte es Bennigsen, die tödliche Gefahr zu erkennen, in der seine Armee schwebte, und einen überstürzten Rückzug nach Nordosten zu beginnen.

## Schlacht

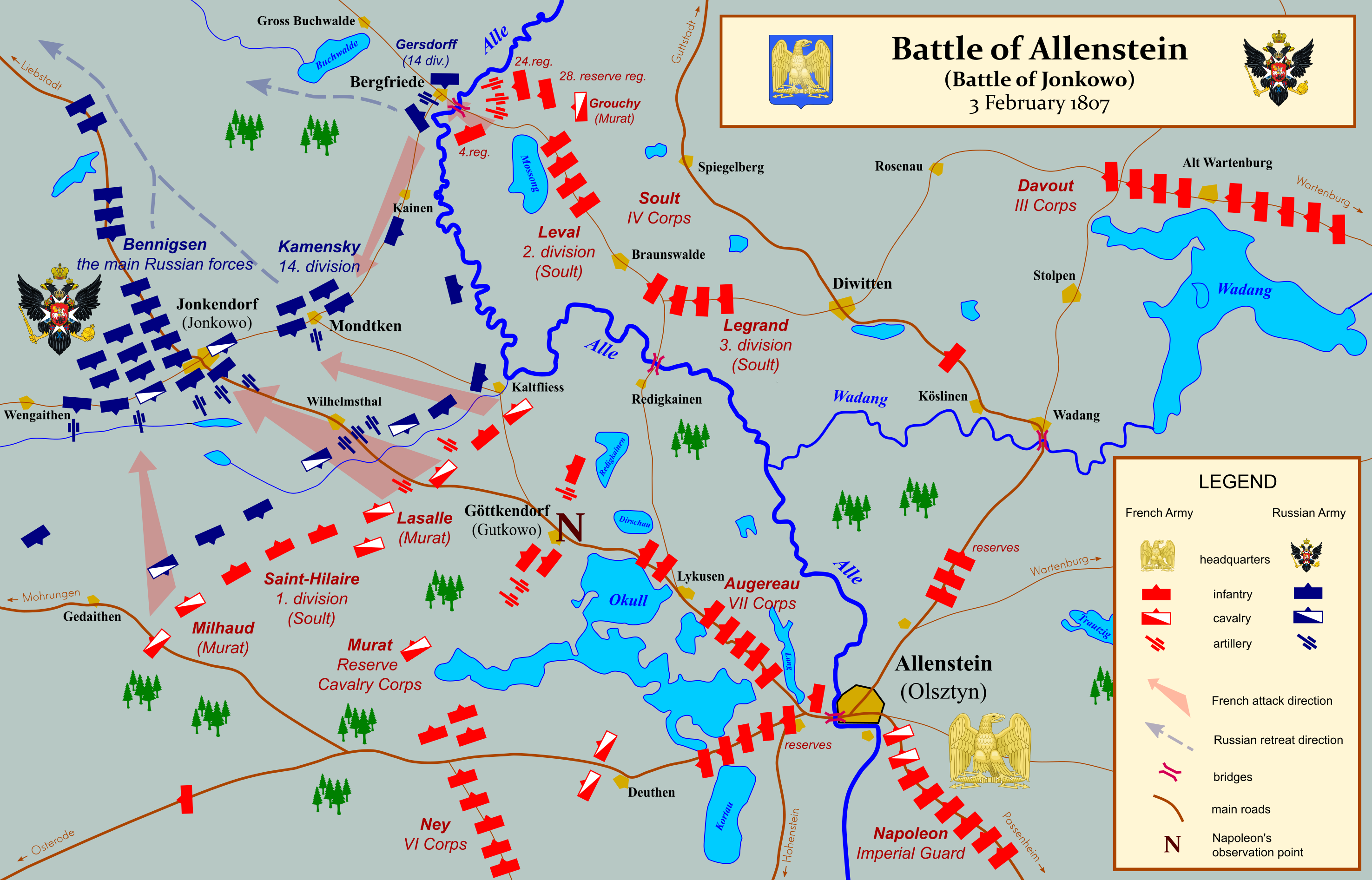
Schlacht bei Allenstein, 3. Februar 1807

Unterdessen setzten die Franzosen, ohne den russischen Rückzug zu bemerken, ihr beabsichtigtes Manöver fort und drängten ihre Vorhut, Elemente des Reserve-Kavalleriekorps von Joachim Murat, unterstützt von Jean-de-Dieu Soults Korps, in Richtung des Flusses Alle.
Am 3. Februar erreichten diese Truppen Allenstein und die Inkowo-Hochebene, wo sie einen Teil der sich zurückziehenden russischen Armee entdeckten. Als Napoleon die Gelegenheit für eine große Schlacht sah, befahl er vier weiteren Armeekorps, auf das Schlachtfeld zu marschieren. Er wies Murat an, seinen Angriff zu verzögern, um auf Verstärkungen zu warten, und sobald diese das Schlachtfeld erreichten, die Russen frontal anzugreifen, indem er die Division von Louis-Vincent-Joseph Le Blond, Comte de Saint-Hilaire nutzte, während Soult marschieren würde, um den Feind zu flankieren.
Auf russischer Seite war General Nikolai Kamenski gezwungen, die Schlacht anzunehmen, um die strategische Straße Liebstadt und die Brücken über die Alle in Bergfriede zu schützen, die für den erfolgreichen Rückzug der restlichen Armee von entscheidender Bedeutung waren. Bei seiner Aufgabe half ihm die Tatsache, dass die Franzosen erst gegen 15:00 Uhr angriffen, eine Verzögerung, die durch Napoleons Befehle an Murat verursacht wurde. Als die Franzosen schließlich angriffen, waren die Russen vorbereitet und setzten ihre fünfzehn Kanonen und Musketen ein, um dem vorrückenden Feind schwere Verluste zuzufügen. Dennoch zwang die taktische Disposition der Russen, ein Defilé zu verteidigen, anstatt eine Anhöhe zu besetzen, sie bald dazu, dem Druck nachzugeben.
Gegen Ende des Nachmittags begann Soult mit dem 24. leichten und dem 4. Linienregiment seinen Flankenangriff und drängte die Russen nach einigen erbitterten Kämpfen über die Alle hinaus und eroberte eine intakte Bergfriede-Brücke. Als die Nacht hereinbrach und seine Position völlig gefährdet war, beschloss Bennigsen, seinen Rückzug zu beschleunigen, und befahl Kamenski, seine Truppe abzuziehen und sich nach Deppen zurückzuziehen. Beide Seiten erlitten relativ hohe Verluste, da die Russen gezwungen waren, sechs Kanonen und dreihundert Gefangene auf dem Schlachtfeld zurückzulassen.